# Gmina Łopuszno
Die Gmina Łopuszno ist eine Stadt-und-Land-Gemeinde (gmina miejsko-wiejska) im Powiat Kielecki der Woiwodschaft Heiligkreuz in Polen. Ihr Sitz, der Ort Łopuszno, wurde zum 1. Januar 2023 zur Stadt erhoben und damit die Gemeinde von einer gmina wiejska (Landgemeinde) zu einer gmina miejsko-wiejska.

## Gemeinde
Zur Stadt-und-Land-Gemeinde Łopuszno gehören folgende Ortschaften mit einem Schulzenamt (sołectwo):
Antonielów
Czartoszowy
Czałczyn
Dobrzeszów
Eustachów
Ewelinów
Fanisławice
Fanisławiczki
Gnieździska
Grabownica
Jasień
Jedle
Józefina
Krężołek
Lasocin
Marianów
Nowek
Olszówka
Piotrowiec
Podewsie
Przegrody
Ruda Zajączkowska
Rudniki
Sarbice Drugie
Sarbice Pierwsze
Snochowice
Wielebnów
Łopuszno
Weitere Ortschaften der Gemeinde sind:
Barycz
Czubacz
Fryszerka
Huta Jabłonowa
Knieja
Michala Góra
Michala Góra (leśniczówka)
Naramów
Orczów
Piaski Lasockie
Zasłońce

## Persönlichkeiten
- Zbigniew Bujak (* 1954), polnischer Politiker und Abgeordneter des Sejm